# Квантришвили, Пётр Леванович
Пётр Леванович Квантришвили (1923 год, село Зеда-Клдеети, Шорапанский уезд, ЗСФСР — дата смерти неизвестна, село Зеда-Клдеети, Зестафонский район, Грузинская ССР) — звеньевой колхоза имени Микояна Зестафонского района, Грузинская ССР. Герой Социалистического Труда (1949).

## Биография
Родился в 1923 году в крестьянской семье в селе Зеда-Клдеети Шорапанского уезда (сегодня — Зестафонский муниципалитет). Окончил местную сельскую школу. Трудился в сельском хозяйстве. Участвовал в Великой Отечественной войне. Воевал в составе разведчиком взвода пешей разведки 668-го стрелкового полка 406-й стрелковой дивизии. После демобилизации возвратился на родину. В послевоенное время трудился звеньевым в колхозе имени Микояна (позднее — колхоз села Алаверди) Зестафонского уезда.
В 1948 году звено под его руководством собрало в среднем с каждого гектара по 75 центнера винограда шампанских вин на участке площадью 3,2 гектара. Указом Президиума Верховного Совета СССР от 9 августа 1949 года удостоен звания Героя Социалистического Труда за «получение высоких урожаев винограда в 1948 году» с вручением ордена Ленина и золотой медали «Серп и Молот».
Этим же Указом званием Героя Социалистического Труда были также награждены труженики колхоза имени Микояна Зестафонского района Илья Захариевич Гачечиладзе, Ведий Георгиевич Квантришвили, Георгий Архипович Квантришвили, Григорий Гедеонович Квантришвили, Николай Афрасионович Квантришвили, Карл Синоевич Сирадзе и Евгений Ермолаевич Чанкветадзе.
По итогам работы 1971 года был награждён вторым Орденом Ленина.
Проживал в родном селе Зеда-Клдеети. Дата смерти не установлена (после 1985 года).
Награды
- Герой Социалистического Труда
- Орден Ленина — дважды (1949; 14.12.1972)
- Орден Отечественной войны 2 степени (11.03.1985)